# Nassella punensis
Nassella punensis là một loài thực vật có hoa trong họ Hòa thảo. Loài này được Torres mô tả khoa học đầu tiên năm 1997.